# Synnomos gabraria
Synnomos gabraria är en fjärilsart som beskrevs av Walker 1860. Synnomos gabraria ingår i släktet Synnomos och familjen mätare. Inga underarter finns listade i Catalogue of Life.